# Göran Gyllenstierna (riksmarskalk)
Göran Nilsson Gyllenstierna af Björksund och Helgö, född 11 april 1724, död 17 maj 1799 i Norrköping, var en svensk greve av Gyllenstierna af Björksund och Helgö och riksmarskalk.

## Biografi
Göran Gyllenstierna var son till riksrådet Nils Gyllenstierna, greve till Björksund och Helgö, och överhovmästarinnan Ulrika Juliana Brahe.
Han inskrevs efter slutade studier i Lund och Uppsala 1742 som auskultant i Svea hovrätt, utnämndes samma år till kammarherre och 1750 till lagman över Närkes lagsaga, vilken lagsaga han 1759 bytte mot Södermanlands lagsaga.
1762 erhöll han avsked med landshövdings titel. Fastän han vid riksdagarna föga deltagit i partistrider blev han vid mössornas seger 1765 utkorad till riksråd.
Som kusin med Erik Brahe och svåger med Gustav Jakob Horn hörde han till hattarnas motståndare. Gyllenstierna motsatte sig i likhet med de övriga mössorna i rådet 1768 sammankallandet av en riksdag. Vid mössornas fall 1769 blev han jämte sina ämbetsbröder avsatt från rådsämbetet. När på våren 1772 mössorna ånyo grep makten över regeringen, erhöll Gyllenstierna kallelse att återinträda i rådet, men avböjde detta anbud.
Gyllenstierna föredrog det enskilda livets lugn framför det offentliga livets utmärkelser och stormar. 1781 lyckades dock Gustav III övertala honom att emottaga riksmarskalksstaven och den därmed sammanhängande rådsvärdigheten. "Hans namn var en prydnad för hovet och rådkammaren, vilket väl även inverkade på valet" (Odhner), något politiskt inflytande erhöll han icke. År 1787 erbjöd konungen Gyllenstierna genom Elis Schröderheim furstlig värdighet, men den gamle magnaten svarade, att han ej kunde annat än anse det som en onåd, om någon förändring skedde i det stånd, vari han var född, levat och tänkte dö. 1788 nedlade han sina ämbeten.
"Om dygder danade män för stora ämbeten", skriver Schröderheim i sina anteckningar till Gustav III:s historia, "så hade grefve Gyllenstierna tagit företrädet för de fleste".